# Спид (Северна Каролина)
Спид (енгл. Speed) град је у америчкој савезној држави Северна Каролина.

## Демографија
По попису из 2010. године број становника је 80, што је 10 (14,3%) становника више него 2000. године.
| Група             | 2000.      | 2010.      |
| Белци             | 36 (51,4%) | 27 (33,8%) |
| Афроамериканци    | 32 (45,7%) | 53 (66,3%) |
| Азијати           | 0 (0,0%)   | 0 (0,0%)   |
| Хиспаноамериканци | 2 (2,9%)   | 0 (0,0%)   |
| Укупно            | 70         | 80         |